# Duygu Özaslan
Duygu Özaslan Mutaf, rozená Duygu Özaslan (* 17. dubna 1991, Istanbul) je turecká beauty youtuberka a internetová celebrita. Vystudovala fakultu španělského jazyka a literatury na Istanbulské univerzitě. Většinou vydává videa o makeupu, ale postupem času se její obsahu rozšířil o vlogy a videa o životním stylu.

## Přijetí
Průzkum z roku 2017 uvádí, že se její sledující skládají ze tří hlavních skupin: „fanoušci“, „hateři“ a „spravedliví“. V průzkumu s 242 lidmi v roce 2018 bylo zjištěno, že je nejsledovanější beauty vlogerkou po 
Danle Bilic a Çağla Şıkel. 12,4 % účastníků uvedlo, že sledují její videa. K červenci 2020 má na YouTube více než 1,45 milionu odběratelů.
V průzkumu týkající se studií product placementu na kanálech YouTube byla analyzována videa, která nahrála na svůj kanál mezi 1. červnem 2017 a 20. únorem 2018. Na základě toho bylo zjištěno, že diváky zajímá spíše kvalita natáčení videa než reklama.

### Kritika
Vyvolala na internetu kritickou reakci tureckých uživatelů, protože popsala volské oko jako „sunny side up“ (nahoru obrácené), a nikoli jako „sahanda yumurta“ (turecký ekvivalent této fráze).
Další kritiky se dočkala od uživatelů sociálních sítí v červenci 2020. Paparazzi pořídili její fotky v bikinách, a ty se lišily od těch, které zveřejnila na svém instagramovém účtu. Vysvětlila, že trpí nervovou bulimií, která ovlivňuje její stravovací návyky a váhu. Dodala, že je ve fázi léčby.